# Valeria Mazza
Valeria Raquel Mazza, coniugata Gravier (Rosario, 17 febbraio 1972), è una supermodella e conduttrice televisiva argentina.

## Biografia
Di origini italiane (il bisnonno paterno era emigrato in Argentina in cerca di lavoro), è stata scoperta a soli 14 anni dal parrucchiere Roberto Giordano. Già affermata modella, diventa conosciuta nel 1996 quando compare sulla copertina di Sports Illustrated con Tyra Banks e nello stesso anno viene scelta da Pippo Baudo per condurre con lui e Sabrina Ferilli il 46º Festival di Sanremo. L'anno successivo ha condotto Domenica in, accanto a Giancarlo Magalli e Tullio Solenghi, è comparsa nel film  Paparazzi di Neri Parenti e nel 2001 conduce insieme a Fabrizio Frizzi Scommettiamo che...?, su Rai 1. Nel 2002 è ospite al programma Matricole & Meteore, condotto da Enrico Papi.

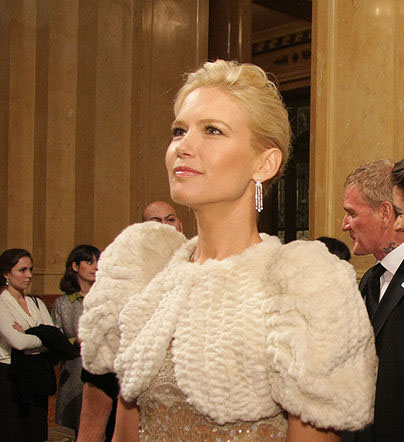
Valeria Mazza (2010)

Nel corso degli anni è apparsa sulle copertine di: Glamour, Elle, Marie Claire, Harper's Bazaar, Cosmopolitan e Vogue. Ha sfilato per Gianni Versace, Giorgio Armani, Valentino, Roberto Cavalli, Laura Biagiotti, Issey Miyake, Christian Dior, Lolita Lempicka, Thierry Mugler, Dolce & Gabbana, Rocco Barocco, Dirk Bikkembergs, Gai Mattiolo, Victoria's Secret, Ralph Lauren, Carolina Herrera, Les Copains, Claude Montana e Krizia. È stata testimonial di Gianni Versace, Escada, Victoria's Secret, Guess? e L'Oréal.

## Vita privata
È sposata dal 1998 con l'uomo d'affari argentino Alejandro Gravier, dal quale ha avuto quattro figli: tre maschi, Balthazar Gravier nato nel 1999, Tiziano Gravier nato nel 2002 (il quale vanta una partecipazione ai campionati mondiali di sci alpino 2021), Benicio Gravier nato nel 2005 e una femmina, Taína Gravier nata nel 2008.

## Programmi televisivi

### Italia
- Festival di Sanremo (Rai 1, 1996)
- Domenica in[5] (Rai 1, 1998)
- Gran Galà Gardaland[6] (Rai 3, 1997)
- Scommettiamo che...?[7] (Rai 1, 2001)
- Sogno di mezza estate - Moda, musica e... polvere di stelle (Rai 1, 2001)
- Sanremo Estate (Rai 1, 2002)
- Palermo - La notte della moda (Rete 4, 2002)
- Nessuno è Perfetto[8] (Canale 5, 2002)
- Note di Natale (Canale 5, 2002)
- Come sorelle [9] (Canale 5, 2003)
- Donna sotto le stelle [10] (Canale 5, 2003)

### Estero
- Fashion MTV (MTV Latinoamérica, 1993-1995) Conduttrice
- Esta noche invito yo (Canal 13, 2003) Conduttrice
- Supermodelo 2006 (Canal 13, 2006) Giurata
- Miss Universo 2009 (NBC, 2009) Giurata
- Proyecto Co – Creations (Telefe, 2010) Conduttrice
- El universo de Valeria Mazza (¡Hola! TV, 2014) Conduttrice
- Premios Martin Fierro de la moda (Telefe, 2019) Conduttrice
- Mask Singer: Adivina quién canta 3 (Antena 3, 2023) Concorrente
- Bailando con las estrellas (Telecinco, dal 2024) Conduttrice

## Pubblicità
- Calze Sanpellegrino (1996)
- Clinians[11] (dal 2002)

## Agenzie
- Elite Model Management - New York, Parigi
- Louisa Models
- Munich Models
- Premier Model Management
- New York Model Management
- NEXT Model Management